# Comox
Comox, ook bekend als Comox-Sliammon, is een indiaanse taal die werd gesproken langs het noorden van de Straat van Georgia, in het zuidwesten van Canada. De naam Comox is een verengelsing van qʾomoχws, afkomstig uit het Kwakiutl. Het Comox behoort tot de Kustsalishtak van de Salishtalen en bestond uit twee dialecten, Island Comox en Mainland Comox. Island Comox, gesproken op Vancouver Island, stierf uit in het midden van de jaren 90. Mainland Comox werd in 2000 nog door ongeveer 60 mensen gesproken, bijna allen ouder dan 55. Met educatieve projecten in de reservaten van de Sliammon en Homalco wordt geprobeerd de taal in leven te houden. Comox is sterk beïnvloed door het naburige Kwakiutl, gesproken ten noorden van het gebied van de Comox.

## Voetnoten
1. 1 2  Lengua Comox-Sliammon. Proel.org, geraadpleegd op 19-06-2012. Gearchiveerd op 17 juni 2012.
2. ↑  The Comox/Sliammon Language. Yinka Déné Language Institute, geraadpleegd op 19-06-2012.
3. ↑  The Comox Language. The Linguist List, geraadpleegd op 19-06-2012